# Wulfertia ornata
Wulfertia ornata är en hjuldjursart som beskrevs av Donner 1943. Wulfertia ornata ingår i släktet Wulfertia och familjen Proalidae. Inga underarter finns listade i Catalogue of Life.